# Конвенція про баластні води
Конвенція BWM) — це міжнародний морський договір 2004 року, який вимагає від держав забезпечити відповідність суден стандартам, процедури управління та контроль суднової баластної води та відкладень.

## Значимість Конвенції
Конвенція спрямована на запобігання розповсюдженню шкідливих водних організмів з одного регіону в інший. Метою є припинення шкоди морському середовищу внаслідок скидання баластних вод шляхом мінімізації поглинання та подальшого скидання осадів та організмів.
З 2024 року всі судна повинні мати затверджену Систему очищення баластних вод відповідно до стандарту D2 (див. нижче). Існуючі судна повинні встановити затверджену систему, установка якої може коштувати до 5 мільйонів доларів США за кожне судно. Для сприяння впровадженню ІМО опублікувала 14 керівних документів щодо Конвенції, включаючи Керівні принципи G2 щодо відбору проб баластних вод, Керівні принципи G4 щодо управління баластними водами та Керівні принципи G6 щодо обміну баластними водами. Станом на вересень 2020 року 79 країн беруть участь у Конвенції BWM.

## Розробка та набрання чинності
Перша науково визнана поява некорінних морських видів, що перевозяться кораблями була виявлена в Північному морі в 1903 році. Тоді з'явився азійський фітопланктон Одонтелла. Питання стало поширеним із збільшенням судноплавства наприкінці 20 століття. Вперше піднято в ІМО в 1988 році. Після декількох років розвитку Конвенція була прийнята Міжнародною морською організацією в 2004 році Для набуття чинності Конвенція вимагала ратифікації мінімум 30 державами, що становить 35 % світового тоннажу торгового судноплавства, за умови, що вона набере чинності через 12 місяців. 8 вересня 2016 року Фінляндія приєдналася до Конвенції, довівши договірні держави до 52, а загальний тоннаж держав до 35,14 %. Це спричинило набрання чинності Конвенцією 8 вересня 2017 року. Починаючи з Фінляндії, ряд держав продовжували ратифікувати договір, довівши загальний обсяг станом на листопад 2018 року до 78 договірних держав.

## Вимоги Конвенції
Усі міжнародні морські судна згідно з Конвенцією повинні виконувати «план управління баластними водами», який дозволяє судном управляти скиданням баластної води та осадів до певного стандарту. План розроблений з урахуванням вимог дотримання Конвенції та Керівних принципів G4, вироблених ІМО. Він включає оперативне керівництво, планування та управління, а також додаткові деталі. На всіх суднах вартістю понад 400 ГТ повинна бути книга обліку баластної води, де вказані такі вимоги, як наповнення та скидання кожного резервуару, відповідно до часу, дати, місця та обробки води.
Кораблі повинні мати міжнародний сертифікат управління баластними водами. Для отримання сертифіката судно повинно надати необхідну документацію, що підтверджує відповідність Конвенції, і на борту буде проведено огляд. Обстеження може проводити держава або Класифікаційне товариство, які мають дозвіл. Конвенція контролюється державним портовим контролем, який повинен оцінити план управління баластними водами та його експлуатацію на судні.

### Стандарти
Згідно з Конвенцією, судна, згідно з графіком впровадження, повинні відповідати стандартам D1 або D2. Стандарт D1 вимагає, щоб судна здійснювали обмін баластною водою, і визначає об'єм води для заміни. Цей стандарт передбачає обмін викидної води на нову морську; це повинно відбуватися як мінімум за 200 морських миль від берега. Стандарт D2 є більш суворим і вимагає використання системи очищення баластних вод. Система повинна забезпечувати лише невеликий рівень життєздатних організмів, щоб мінімізувати вплив судноплавства на навколишнє середовище .
Нові кораблі повинні будуть відповідати стандарту D2 з 8 вересня 2017 року, як тільки Конвенція набере чинності. Існуючі кораблі, на які поширюється поетапний графік впровадження, потенційно можуть (залежно від поновлення їхніх сертифікатів) до 8 вересня 2024 р., до цього часу всі кораблі будуть відповідати стандарту D2.
Також суднам можна скидати баласт у затверджених берегових приймальних пунктах у портах, оскільки стаття 5 вимагає, щоб під час очищення кораблів порти мали належні приймальні пункти для осадів. Помешкання повинні включати засоби безпечного захоронення, обладнання для зберігання та обробки, безпечні та відповідні засоби швартування та необхідні редуктори для підключення до суден.
Деякі кораблі можуть бути звільнені від дотримання Конвенції . Сюди входять судна, що торгують на обмеженій території, малі судна, включаючи вітрильники та рибальські судна, судна, що працюють лише на одному узбережжі, а також FPSO .